# Fanny Street
Pour les articles homonymes, voir Street (homonymie).
Fanny Street, née le 21 novembre 1877 à Wilton dans le Wiltshire et morte le 20 mars 1962 à Hindhead, dans le Surrey, est une enseignante et principale de collège britannique. Elle est principale par intérim du Royal Holloway College (RHC) de 1944 à 1945.

## Biographie
Fanny Street naît à Wilton, près de Salisbury, en 1877. Elle est l'aîné de six enfants, son père, Henry Street, est épicier et fermier, sa mère est institutrice. Son frère, Arthur George Street, est connu comme auteur de Farmer's Glory.
Elle fait ses études à la Wilton Elementary School, où elle est ensuite élève enseignante, puis au Diocesan Training College de Salisbury. Elle poursuit sa formation au Whitelands Training College, à Chelsea. Après son retour au Collège de Salisbury, elle enseigne l'histoire pendant trois ans jusqu'en 1905. Elle souhaire reprendre des études pour avoir un diplôme, et elle obtient une bourse qui lui permet de s'inscrire au Royal Holloway College, à Londres où elle obtient un diplôme d'histoire médiévale et moderne avec mention très bien en 1907.

## Carrière
Fanny Street est directrice d'une extension du Salisbury Training College de 1907 à 1911. Elle est chargée de cours au Royal Holloway College de 1911 à 1917, et elle obtient un master d'histoire en 1915, puis travaille de 1917 à la fin de la Première Guerre mondiale au ministère de l'Alimentation. Elle fonde, avec Phoebe Walters, directrice de la musique au RHC de 1904 à 1915, le Hillcroft College for Working Women d'abord à Beckenham, dans le Kent, puis à Surbiton, dans le Surrey, et en est la première directrice de 1929 à 1933. Le collège est destiné à être l'équivalent féminin du Ruskin College d'Oxford. Quand elle prend sa retraite en 1933, le collège a formé 252 étudiantes.
Entre 1933 et 1947, elle est gouverneure du RHC, en tant que déléguée de l'association d'anciennes élèves du collège. Elle fait fonction de principale par intérim après la démission de Janet Bacon alors qu'elle est déjà âgée de 66 ans jusqu'à l'élection d'Edith Clara Batho.
Fanny Street est suffragiste, et devient membre du Parti travailliste lorsque les femmes obtiennent le droit de vote. Elle est un membre actif de la British Federation of University Women. Elle meurt à Stoneycrest Nursing Home, Hindhead, dans le Surrey, le 20 mars 1962, à 84 ans.